# Orchester des Opernhauses Halle

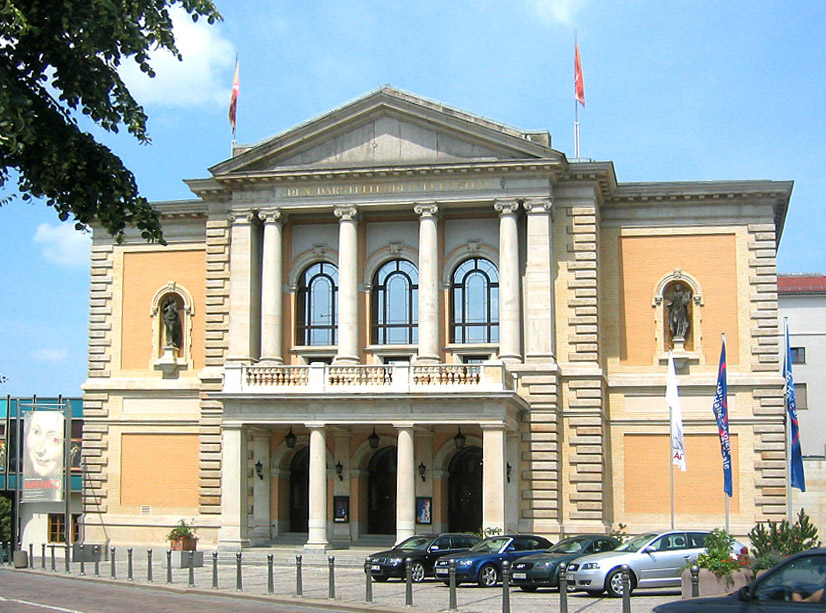
Opernhaus Halle (2003)

Das Orchester des Opernhauses Halle war ein Sinfonieorchester in Halle (Saale), das vor allem als Theater-, aber auch als Konzertorchester fungierte. Es wurde 1897 als Stadttheater-Orchester gegründet und nutzte bis zuletzt das Opernhaus Halle als Hauptspielstätte. Zunächst als Wagner-Interpret bekannt, war das Orchester ab den 1920er Jahren fest in die Händel-Festspiele Halle eingebunden, wobei Generalmusikdirektor Horst-Tanu Margraf wesentlich zur Händel-Renaissance der 1950er Jahre beitrug. Von 1967 bis 1993 nannte es sich Händelfestspielorchester. Dieses leistete in Christian Kluttigs Amtszeit einen verdienstvollen Beitrag zur historischen Aufführungspraxis und setzte auch mit zeitgenössischen Produktionen Akzente. 1993 ging aus dem Orchester ein gleichnamiges Barockensemble hervor. 2001 erhielt die Uraufführungsproduktion Scherz, Satire, Ironie und tiefere Bedeutung von Detlev Glanert den Bayerischen Theaterpreis. Durch die Fusion mit dem Philharmonischen Staatsorchester Halle, einem reinen Konzertorchester, ging der Klangkörper 2006 in der Staatskapelle Halle auf.

## Geschichte

### Vorgeschichte und Anfangsjahre
Bereits 1872 hatte es in Halle ein Stadtorchester gegeben, das von Wilhelm Halle geleitet worden war. Zum Betreiben des Theaters wurde dieses 1886 in Stadt- und Theater-Orchester umbenannt. Nach Halles Tod wurde 1892 Max Friedemann Stadtmusikdirektor. Umfangreichere Opern wurden in Kooperation mit dem Musikcorps des Füsilier-Regiments General-Feldmarschall Graf Blumenthal (Magdeburgisches) Nr. 36 aufgeführt. Zur Erhöhung der Alters- und Hinterbliebenenversorgung der Orchestermusiker erfolgte 1894 die Gründung der „Pensions- und Unterstützungskasse des Stadt- und Theater-Orchesters“. Theaterdirektor Max Richards begründete dann aber 1897 ein eigenständiges Theaterorchester, sodass es zu einer Spaltung des ursprünglichen Orchesters kam.

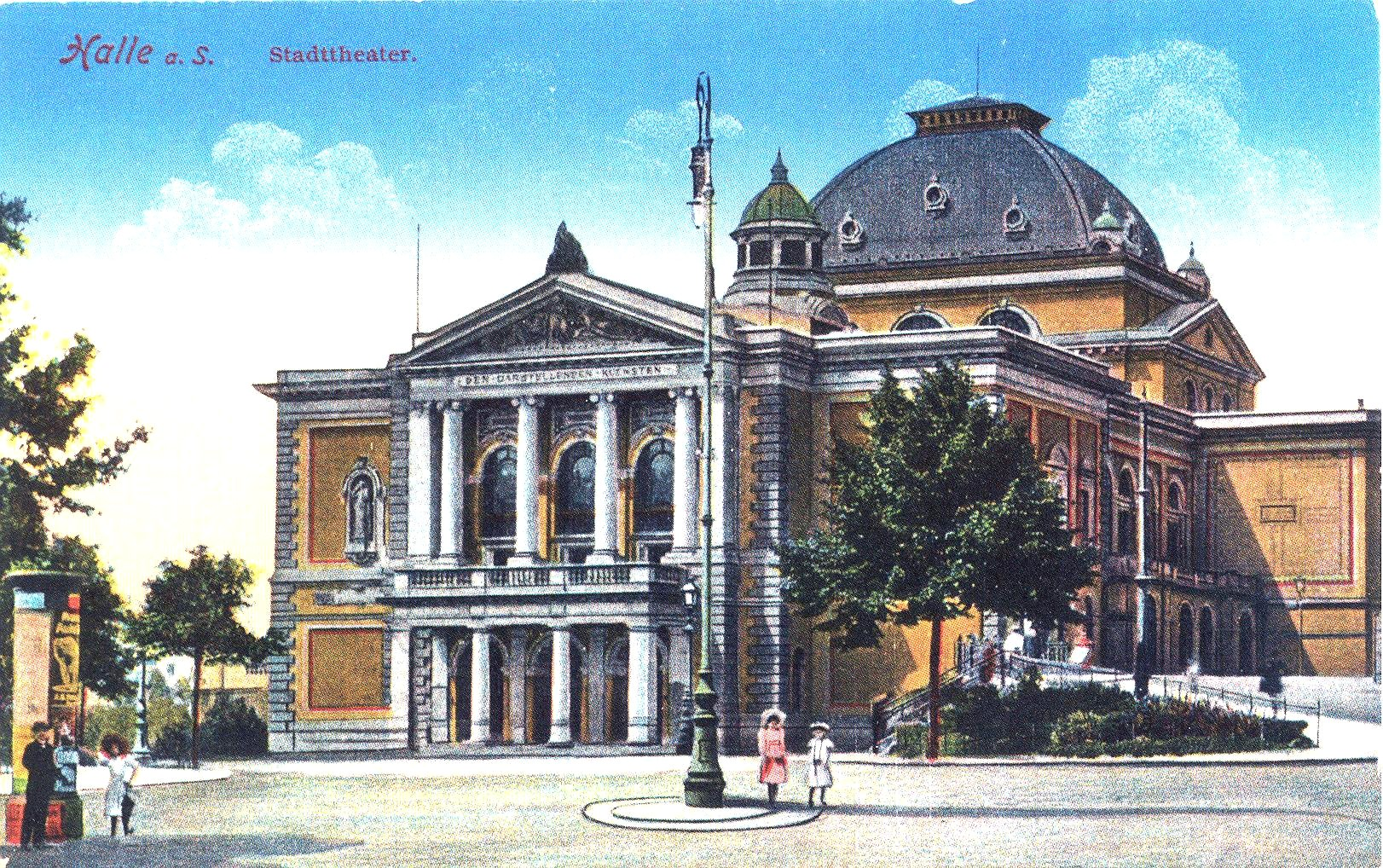
Stadttheater (1905)

Das Stadttheater-Orchester Richards erweiterte nun seinen Theaterbetrieb und baute seine Stellen aus. Seit der Spielzeit 1907/08 fanden zusätzlich Sinfoniekonzerte statt, die ab den 1910er Jahren nicht mehr mit der Militärkapelle veranstaltet wurden. Im Ersten Weltkrieg gingen die Besucherzahlen zurück, außerdem wurden einige Musiker zum Kriegsdienst eingezogen. Trotzdem wurde der Betrieb aufrechterhalten; man spielte bei Wohltätigkeitskonzerten, bei Früh- und Kurkonzerten in Bad Wittekind und bei Zookonzerten. Theaterdirektor Leopold Sachse machte sich für die Zurückstellung von Orchestermusikern stark und vereinbarte mit dem Stellvertretenden Generalkommando des IV. Armee-Korps in Magdeburg Aushilfsdienste von Militärmusikern der II. Ersatz-Abteilung des Mansfelder Feldartillerie-Regiments Nr. 75. Zur Jahrhundertwende wurden vom Theaterorchester vor allem die Opern Richard Wagners, Albert Lortzings und Giacomo Puccini aufgeführt. 1910 wurden erstmals „Richard-Wagner-Festspiele“ abgehalten, bei denen der Ring vollständig inszeniert wurde. Bekannte Interpreten wie Katharina Fleischer-Edel, Alois Hadwiger, Ernst Kraus, Hermine Bosetti, Ellen Gulbranson, Paul Knüpfer, Paul Bender und Fritz Feinhals traten seinerzeit in Halle auf. 1913 fand in Halle die erste Parsifal-Aufführung Mitteldeutschlands statt. Im Konzertbereich pflegte das Orchester das klassisch-romantische Repertoire (Beethoven, Mendelssohn, Brahms, Weber), wobei die Vorliebe für die Werke Richard Wagners augenscheinlich war. Für das Theaterorchester wurden in dieser Zeit auch renommierte Gastdirigenten gewonnen u. a. Arthur Nikisch, Siegfried Wagner, Felix Mottl und Richard Strauss.

### Weimarer Republik
Im Jahr 1919 übernahm die Stadtverordnetenversammlung das Stadttheater und beendete den Pachtvertrag mit dem Theaterleiter, wodurch die Orchestermusiker städtische Angestellte wurden. Ein durch die USPD unterstützter Antrag auf Umbenennung in Städtisches Orchester Halle a.S. und damit einhergehender höherer Gehalts-, Alters- und Pensionsansprüche scheiterte an Oberbürgermeister Richard Robert Rive (DNVP). Aufgrund der prekären haushalterischen Situation der Stadt kam es in den 1920er Jahren zur Reduzierung der Musikerstellen. Außerdem sorgten „Proteste rechtsradikaler Kreise gegen die Spielplangestaltung und zunehmende antisemitische Angriffe gegen Intendant Leopold Sachse […] für zusätzliche Unruhe.“ Im Zuge der Weltwirtschaftskrise war kurzzeitig eine „Theatergemeinschaft Leipzig-Halle“ im Gespräch, die dann aber zugunsten eines Erhalts des Mehrspartentheaters verworfen wurde.
Während Vertreter der klassischen Moderne zwischen 1910 und 1922 in der Programmplanung nicht berücksichtigt wurden, spielte man in Halle Spätromantiker. Außerdem fanden etwa die wiederentdeckte Opera buffa Don Pasquale von Gaetano Donizetti sowie der berühmteste Sohn der Stadt, Georg Friedrich Händel, Beachtung. In der Weimarer Republik war dann zunächst auch eine „Verflachung des Repertoires“ zu beobachten, die sich in der Zunahme von Operettenaufführungen niederschlug. Trotz einiger Experimente, „war die musikalische Avantgarde [bereits 1931] aus dem Spielplan des Stadttheaters verbannt“. Auch im sinfonischen Bereich konzentrierte man sich auf das romantische Repertoire. Es traten Gastdirigenten wie Fritz Busch, Paul Graener, Max von Schillings und Hans Pfitzner auf. Ferner waren die bekannten Solisten Walter Gieseking, Vladimir Horowitz, Claudio Arrau und Paul Hindemith zu Gast in Halle.

### Zeit des Nationalsozialismus
Nach der Machtergreifung der Nationalsozialisten wurde bei den Orchestermusikern zunächst keiner entlassen, da sich unter ihnen weder jüdische noch politisch missliebige Mitglieder befunden hatten. Allerdings erfolgte die Aufforderung, die Nationalsozialistische Betriebszellenorganisation umzusetzen. Die Musiker des Orchesters wurden in die Deutsche Arbeitsfront und die Fachschaft Orchestermusiker der Reichsmusikkammer aufgenommen. Fünf Orchestermitglieder schlossen sich der NSDAP an. Aufgrund finanzieller Engpässe sprach der Oberbürgermeister Johannes Weidemann (NSDAP) im Sommer 1934 sämtlichen Orchestermitgliedern die Kündigung aus. Diese wurde zwar wieder zurückgenommen, doch wurden die ursprünglichen Verträge erst wieder mit der Spielzeit 1938/39 eingehalten. Bereits im Februar 1934 wurde dem Ersten Kapellmeister Bruno Vondenhoff der Titel eines Generalmusikdirektors verliehen. Ferner wurde der Klangkörper in Städtisches Orchester umbenannt. 1937 traten 20 weitere Mitglieder des Orchesters der NSDAP bei, sodass kurz vor Beginn des Zweiten Weltkriegs rund zwei Drittel Parteimitglieder geworden waren. Bis auf wenige Ausnahmen bekleidete allerdings keiner ein Parteiamt. Ab Herbst 1941 wurden einzelne Orchestermitglieder zum Kriegsdienst herangezogen. Im März 1943 stufte man die ersten Orchestermusiker als unentbehrlich ein. Während des Krieges hatte das Orchester „eine nicht zu unterschätzende kulturpolitische Funktion“ für die Soldaten der Wehrmacht und die städtische Bevölkerung, so beteiligte man sich u. a. an den „Kraft durch Freude“-Konzerten. Im Herbst 1944 kam es zur Dienstverpflichtung der älteren Orchestermusiker im Bereich des Werkschutzes in den Buna-Werken Schkopau und in Lönnewitz sowie zur Einberufung zur Wehrmacht der mittleren Generation. Vier Orchestermusiker fielen im Zweiten Weltkrieg.
Das Städtische Orchester nahm während des Nationalsozialismus wiederholt an Festveranstaltungen teil. Die jüdisch-stämmigen und als „kulturbolschewistisch“ diffamierten moderne Komponisten wurden endgültig aus dem Spielplan verbannt, stattdessen erklangen zunächst Klassiker von Johann Strauß und Carl Zeller, aber auch Werke von Robert Stolz, Nico Dostal und Eduard Künneke sowie zunehmend von „NS-konformen Komponisten“ wie Hans Pfitzner, Richard Strauss, Paul Graener, Werner Egk und Max von Schillings. Ab den 1940er Jahren war die Pflege des internationalen Repertoires stark eingeschränkt. Insbesondere deutsche Interpreten traten nach 1933 im Konzertbereich auf u. a. Elly Ney, Wilhelm Kempff, Walter Gieseking, Claudio Arrau und Georg Kulenkampff. Unter den Gastdirigenten waren Peter Raabe und Konoe Hidemaro.

### Wiederaufbauphase und DDR

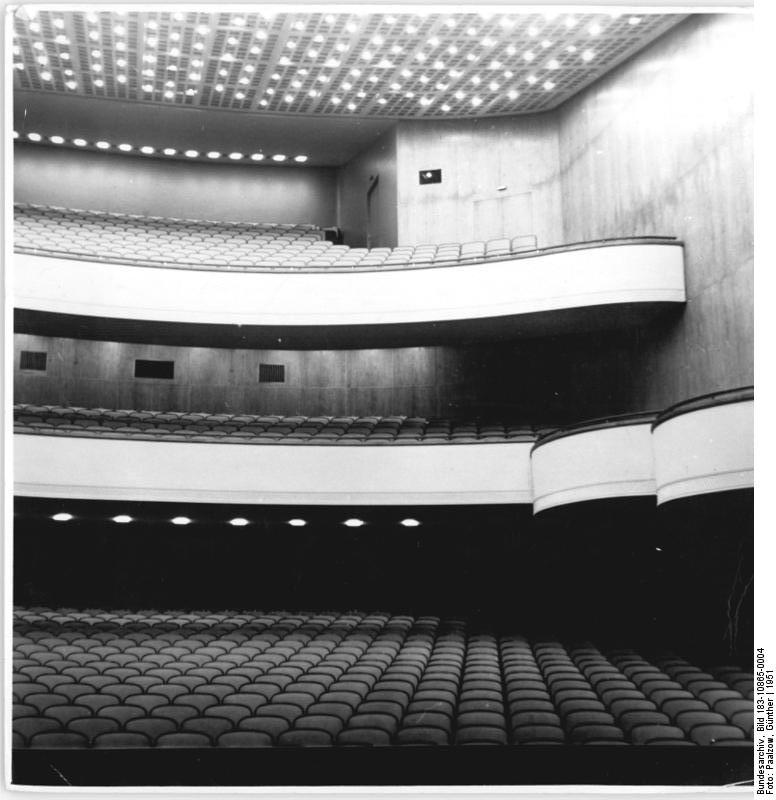
Theater des Friedens (1951)

Nach der Besetzung Halles durch die US-Amerikaner im April 1945 wurden die vor Ort befindlichen Theaterangestellten entnazifiziert. Im Mai 1945 nahmen der Konzertmeister Johannes Versteeg und der Solo-Fagottist Adolf Karl am „Arbeitsausschuß des Stadttheaters“ teil. Mit der Übernahme der Stadt und der Erteilung einer Betriebserlaubnis durch die Sowjetische Militäradministration im Juli 1945 wurden provisorische Spielstätten (zunächst die Freilichtbühne Giebichenstein, dann das Thalia Theater) bezogen. Außerdem wurden im Sommer wieder Kurkonzerte im Kurhaus Bad Wittekind gegeben. 1946 kamen als Spielstätten das August-Bebel-Haus und der Große Saal der Saalschloßbrauerei hinzu. Das Kuratorium des 1948 gegründeten Landestheaters Sachsen-Anhalt schloss aus finanziellen Überlegungen 1950 das Operettentheater. 1951 wurde das alte Theatergebäude als Theater des Friedens wiedereröffnet.
Unter Leitung von Horst-Tanu Margraf nahm der Klangkörper dann „einen großen Aufschwung“. Im Oktober 1951 konnten die Musiker eine Verbesserung ihrer Gehälter durch das „Lohn- und Gehaltsabkommen für die Theater und Kulturorchester der Deutschen Demokratischen Republik“ verbuchen. Aus künstlerischer Sicht dienten „das Theater und das Orchester […] als Sprungbrett für hochtalentierte junge Künstler“ wie Kurt Masur und Klaus Tennstedt. Ab den 1950er gewann der Klangkörper durch die Händelpflege überregionale Anerkennung. Bereits 1957 tauchte erstmals der Name „Händelfestspielorchester“ auf. Seit 1960 unterhielt das Orchester engere Kontakte zur polnischen Filharmonia Pomorska. 1972 unternahm das Orchester eine Gastspielreise zu den Internationalen Maifestspielen nach Wiesbaden. Bis zum Gastspiel in Linz 1987 folgte nur noch eine Tournee nach Finnland. In den 1980er Jahren hatte das Orchester „mit nur einem Musiker einen der niedrigsten Anteile an SED-Mitgliedern unter den Kulturorchestern der DDR“, wie Susanne Range ausführte.
In der Zweiten Hälfte der 1940er Jahre „zeigten die Sinfoniekonzerte […] durchaus progressive Tendenzen“. Es wurden Paul Hindemith und Vertreter der französischen Moderne, aber auch zeitgenössische russische Komponisten gespielt. Von 1949 bis 1953 aber hatten die Opernspielpläne, ähnlich der 1930er Jahre, „ein sehr konservatives Konzept“. Im Verlauf der 1950er Jahre wurden dann wiederholt Werke von Dmitri Schostakowitsch aufgeführt, außerdem sollten mehr zeitgenössische deutsche Komponisten gespielt werden, etwa im Rahmen der Hallischen Musiktage. In den 1960er Jahren setzte sich der sozialistische Realismus durch. Unter den Gästen in Halle waren u. a. Wilhelm Kempff, Stefan Askenase, Ralph Kirkpatrick, Timofei Dokschizer, Kurt Masur, Annerose Schmidt und David Oistrach. In der Spielzeit 1969/70 wurde die Konzertreihe „Musica viva“ begründet, in der zeitgenössische DDR-Komponisten vorgestellt wurden. Außerdem wurden ab den späten 1960er Jahren moderne DDR-Musicals gespielt. Nachdem 1972 das Große Staatliche Unterhaltungsorchester in das Landestheater übernommen worden war, konnten fortan Operetten- und Musicaldienste ausgelagert werden; 1990 fusionierten beide Orchester. In den 1970er Jahren ließ man auch zeitgenössische westliche Tonschöpfer in das Programm einfließen. Auf große Zustimmung stießen in den 1980er Jahren die Händel-Opern-Neuinszenierungen von Peter Konwitschny.

### Nach der Wiedervereinigung
Nach der Wende gab es neben zahlreichen Operninszenierungen auch Produktionen mit Kindern und Jugendlichen. Im sinfonischen Bereich pflegte man sowohl das klassisch-romantische als auch das moderne Repertoire. Ab der Saison 1992/93 stiegen die Besucherzahlen merklich an. Ab 1993 wurden zunehmend italienische Opern gespielt. Mit Wolf-Ferraris Oratorium La vita nuova gastierte das Orchester dann bei den Kasseler Musiktagen. Weitere Gastspiele folgten beim Kissinger Sommer und in der Kölner Philharmonie. 1997 gestaltete das Orchester auf dem Berliner Gendarmenmarkt ein „Classic Open Air“. Die Opernproduktion Scherz, Satire, Ironie und tiefere Bedeutung von Detlev Glanert wurde 2001 mit dem Bayerischen Theaterpreis ausgezeichnet. Nach der Orchesterfusion 2006 mit dem Philharmonischen Staatsorchester Halle übernahm Opern-Generalmusikdirektor Klaus Weise die Leitung der Staatskapelle Halle.

## Händel-Pflege
Ab 1922 war das Orchester in die Händel-Festspiele Halle eingebunden. Nach 1933 wurde Händel dann allerdings auch politisch instrumentalisiert. In den 1950er Jahren beteiligte sich der Klangkörper maßgeblich an der Händel-Renaissance in Halle. Nach Susanne Range gewann er dadurch „überregionale und später auch internationale Bedeutung“. Die angestrebte Orchesterumbenennung in Georg-Friedrich-Händel-Orchester wurde dennoch durch den städtischen Musikreferenten 1957 vorerst verworfen. Ab der Saison 1967/68 etablierte sich der Name Händelfestspielorchester. Unter Christian Kluttig setzte sich ab den 1980er Jahren die historische Aufführungspraxis durch. Bis 1998 war das Orchester an 55 Händel-Opern-Produktionen beteiligt, was weltweit einzigartig ist.
Für den Musikkritiker Thomas Koebner (1964) interpretierte Generalmusikdirektor Horst-Tanu Margraf den Barockkomponisten „glutvoll und rauschhaft“. Das Ensemble war durch einen „satten, schwellenden Streicherklang“ gekennzeichnet, der ihn an Giuseppe Verdi und Richard Wagner erinnerte. Vor allem hob er die „Sinnlichkeit der Kantilene, pulsierende Temposchwankungen, einschmelzende Nonlegato-Strichtechnik“ hervor.
Nach jahrelanger westdeutscher Abstinenz trat das Händelfestspielorchester 1989 mit Händels Rinaldo beim Kissinger Sommer auf. Der Musikkritiker Wolf-Eberhard von Lewinski machte bei dem auf modernen Instrumenten spielenden Klangkörper einen „Händel-Klang“ aus, der „locker, innen-gespannt, klangdelikat und temperamentvoll“ war. Insbesondere zollte er „den feinsinnigen, von Manfred Otte kundig angeführten Streichern, vorzüglichen jungen Holzbläsern, einem improvisations-fleißigen Cembalisten“ Respekt. Christian Kluttig war für ihn „ein souverän steuernder und unprätentiös gestaltender Dirigent“.
Der Klangkörper legte Opern-Gesamtaufnahmen von Händels Poro (1958), Radamisto (1962) und Imeneo (1966) vor.

## Chefdirigenten und Generalmusikdirektoren
- 1886–1887: Machatzsch
- 1887–1889: Rudolf Krzyzanowski
- 1889–1892: Leopold Weintraub
- 1892–1895: Reich
- 1895–1896: Karl Frank
- 1896–1897: Großmann

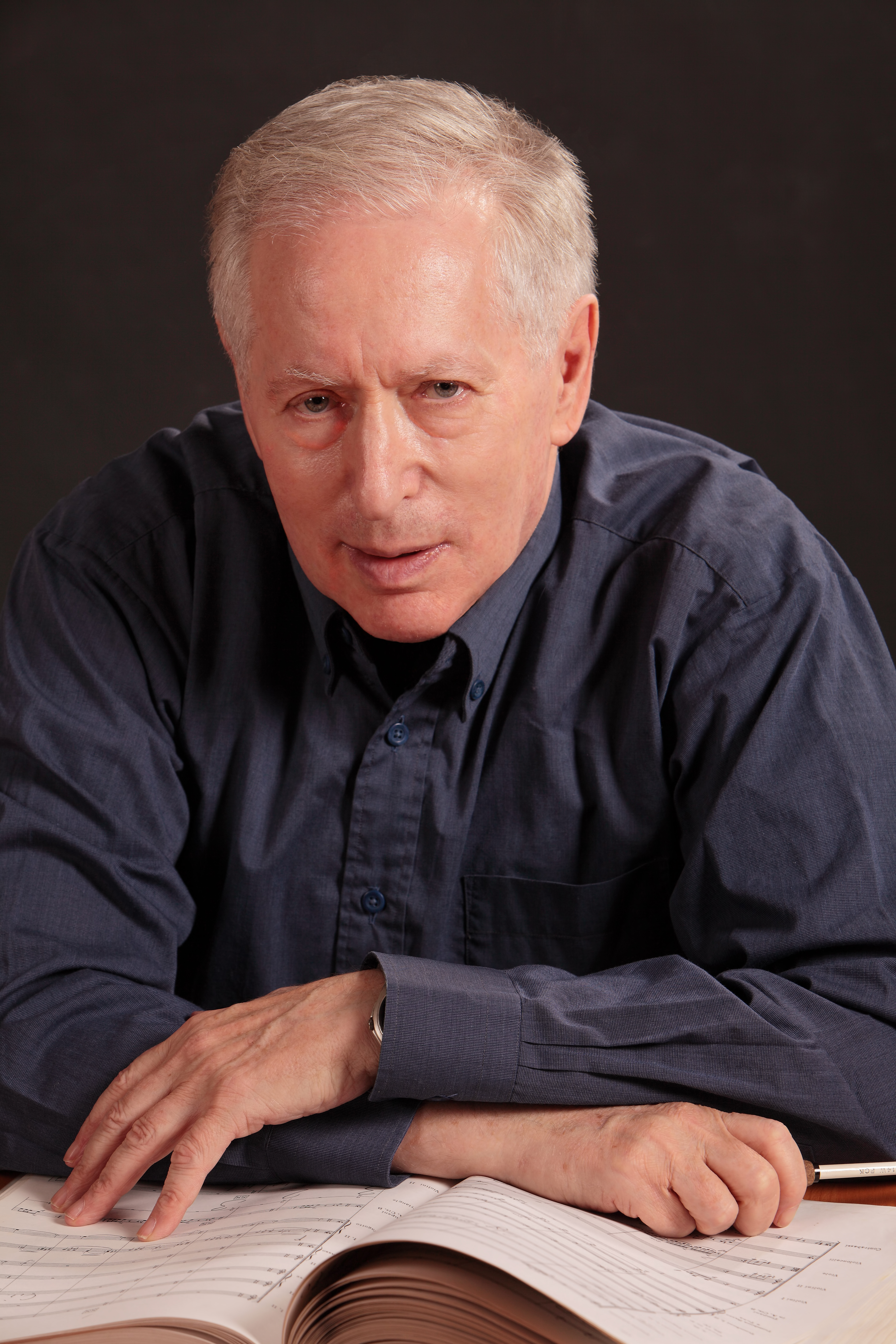
Thomas Sanderling, Chefdirigent von 1966 bis 1976

Seit der Gründung als Stadttheater-Orchester 1897:
- 1897–1900: Moritz Grimm
- 1900–1901: Ernst Kunwald
- 1901–1903: Robert Erdmann
- 1903–1907: Bernhard Tittel
- 1907–1912: Eduard Mörike
- 1912–1913: Karl Ohnesorg
- 1913–1915: Hermann Hans Wetzler
- 1915–1924: Oskar Braun
- 1924–1932: Erich Band
- 1932–1933: Johannes Schüler
- 1933–1937: Bruno Vondenhoff
- 1937–1944: Richard Kraus
- 1946–1949: Walter Schartner
- 1949–1950: Gerhart Wiesenhütter
- 1950–1968: Horst-Tanu Margraf
- 1966–1968: Horst-Tanu Margraf und Thomas Sanderling
- 1968–1976: Thomas Sanderling
- 1976–1979: Volker Rohde
- 1979–1990: Christian Kluttig
- 1990–1993: Wolfgang Balzer
- 1993–1996: Johan M. Arnell
- 1996–2004: Roger Epple
- 2004–2006: Klaus Weise

## Uraufführungen (Auswahl)
- Georg Goltz: Oper „Myrrha“ (1903)
- Richard Wintzer: Oper „Marienkind“ (1905)
- Bernhard Tittel: Oper „Cesare Borgias Ende“ (1906)[27]
- Alfred Ernst: Oper „Gouverneur und Müller“ (1908)
- Franz von Blon: Operette „Die tolle Prinzeß“ (1913)
- Bruno Heydrich: Oper „Der Zufall“ (1914)
- Paul Graener: Singkomödie „Das Narrengericht“ (1916)
- Willy Bredschneider: Operette „Die beiden Nachtigallen“ (1921)
- Othmar Schoeck: Szene und Pantomime „Das Wandbild“ (1921)[28]
- Ernst Smigelski: Operette „Die Königin vom Naschmarkt“ (1923)
- Kurt Stiebitz: Musikdrama „Dona nobis pacem“ (1926)
- Franz Schubert: Singspiel „Die Freunde von Salamanka“ (vollständig) (1928)[29]
- Heinz Schubert: „Die Seele“ auf einen Text aus den Upanishaden für Alt und Orchester (1934)[30]
- Hans Kleemann: Orchestersuite „Die vier Temperamente“ (1936)[30]
- Marc-André Souchay: Oper „Faust und Helena“ (1940)[31]
- Walter Schartner: Oper „Und Pippa tanzt“ (1948)[32]
- Alexander Meyer von Bremen: Violinkonzert (1952)[33]
- Marc Roland: Spieloper „Der lange Pfeffer“ (1952)
- Gerhard Wohlgemuth: Oper „Till“ (1956)[34]
- Gerhard Wohlgemuth: Ballett „Provençalisches Liebeslied“ (1956)[34]
- Rolf Zimmermann: Musical „Connie und der Löwe“ (1968)[35]
- Hans Jürgen Wenzel: Oper „Die Geschichte vom alten Adam“ (1973)[35]
- Friedrich Schenker: Landschaften für großes Orchester (1975)[36]
- Hans Jürgen Wenzel: „Imagination“ für großes Orchester und Tonband (1976)[37]
- Hans Jürgen Wenzel: 2. Sinfonie (1976)
- Gerd Domhardt: Sinfonie I (1977)
- Gerd Domhardt: Doppelkonzert für 2 Violinen und Orchester (1979)[38]
- Awet Terterjan: Sinfonie Nr. 5 (1980)[39]
- Thomas Müller: „flares“ für Orchester (1981)
- Gerd Domhardt: Sinfonie II (1982)[40]
- Michael Baumgartl: Fünf Lieder für Bariton und Orchester „Komm, Trost der Nacht, o Nachtigall“ (1982)
- Ralf Hoyer: „sonata fragile“ Studie I für 28 Streicher (1984)
- Thomas Reuter: Drei Orchesterstücke (1984)
- Peter Freiheit: Kammeroper „Der Heiratsantrag“ (1984)
- Primož Ramovš: Dialog für Klavier und Orchester (1985)[41]
- Siegfried Thiele: Hölderlin-Gesänge für Bariton und Orchester (1985)[42]
- Gerd Domhardt: „mémoire“ für Streichorchester (1986)
- Reiner Bredemeyer: Oper „Candide“ (1986)[43]
- Simone Danaylowa: Ballett „Emotion“ (1989)
- Günter Neubert: Orchestermusik I „Das verschenkte Weinen“ (1990)[44]
- Axel Gebhardt: Sinfonie (1990)[45]
- Helge Jörns: Kinderoper „Der Kater von Marrakesch“ (1994)[46]
- Alfred Holzhausen: Orchesterstudie „schwebt darüber“ (1995)[47]
- Willi Vogl: „Schubert-Landschaft“ Konzert für Klarinette und Kammerorchester (1998)
- Walter Thomas Heyn: „Summer-Music“ Konzert für Gitarre, Schlagzeug und Streichorchester (1998)[48]
- Stephan Lusikjan: „Golgatha“ Konzert für Klavier und Streichorchester (1998)
- Wilfried Hiller: Dichtermärchen „Eduard auf dem Seil“ (szenisch) (1999)[49]
- Fredrik Schwenk: Sinfonische Dichtung „Pro*Epimetheus“ (1999)[50]
- Alexander Goehr: „Overture with Handelian Air“ für Orchester (2001)[51]
- Detlev Glanert: Komische Oper „Scherz, Satire, Ironie und tiefere Bedeutung“ (2001)[52]
- Steffen Schleiermacher: „GassenHauer mit NebelHorn“ für Theremin und Orchester (2002)[53]
- Detlev Glanert: Kinderoper „Die drei Rätsel“ (2003)[54]
- Enric Palomar: Kammeroper „Juana“ (2005)

## Ensembles
- Mit der Halleschen Bläser-Vereinigung lässt sich in den 1920er Jahren für das Stadttheater-Orchester ein Bläserquintett nachweisen[55]
- Am Theater wirkten u. a. folgende Streichquartette: das Streichquartett des Städtischen Orchesters Halle (1938–1943)[56] und das Ludwig-Schuster-Quartett, wobei sich letzteres um die Aufführung zeitgenössischer Musik verdient machte[57]
- 1959 wurde das Kammerorchester collegium instrumentale gegründet, das wesentlich durch Manfred Otte geprägt wurde; es widmete sich vor allem der Barockmusik, aber auch der Musik des 20. Jahrhunderts und unternahm mehrere Gastspiele ins westliche Ausland[58]
- 1993 entstand innerhalb des Orchesters des Opernhauses Halle das Händelfestspielorchester, das sich unter Howard Arman einen Namen machen sollte[19]

## Auszeichnungen
- 1959: Händelpreis des Bezirkes Halle[59]

## Opern-Gesamtaufnahmen
- 1958: Poro von Georg Friedrich Händel (Margraf)
- 1962: Radamisto von Georg Friedrich Händel (Margraf)
- 1966: Imeneo von Georg Friedrich Händel (Margraf)
- 1997: Herzog Blaubarts Burg von Béla Bartók (Epple)[60]
- 2003: Sonnenflammen von Siegfried Wagner (Epple)[61]